# Jean Carrière
Pour les articles homonymes, voir Carrière.
Jean Carrière né le 6 août 1928 à Nîmes (France) et mort dans la nuit du 7 au 8 mai 2005 dans cette même ville, est un écrivain français.

## Biographie
Son père Edmond Carrière, chef d'orchestre au Théâtre de Nîmes, a donné son nom à une rue de cette ville. D'origine capcorsine par sa mère, Andrée Paoli, Jean Carrière fut un proche de Jean Giono (sur qui il écrira un essai) à Manosque, critique musical à Paris, chroniqueur littéraire à l'ORTF, il entame sa carrière d'écrivain avec son roman Retour à Uzès en 1967 (qui reçoit le prix Lucien Tisserant de l'Académie française). Il a publié une vingtaine d'ouvrages, principalement des romans.
Son deuxième roman, L'Épervier de Maheux, publié par l'éditeur Jean-Jacques Pauvert, est un succès inattendu. Lauréat du Prix Goncourt en 1972, il considérera ce succès (2 millions d'exemplaires, traduction en 15 langues) comme un malheur : la mort brutale de son père écrasé par un chauffard, puis son divorce, le plongeront dans une profonde dépression qui lui fera écrire quinze ans plus tard Le Prix d'un Goncourt.
Avant ce récit amer, il aura signé d'autres romans : La Caverne des pestiférés (2 tomes) chez Jean-Jacques Pauvert, ou encore Les Années sauvages, ainsi que des essais sur Julien Gracq et Jean Giono et un livre d'entretiens, Le Nez dans l'herbe. S'ensuivront une dizaine de romans, dont le dernier, Passions futiles, est paru en octobre 2004 aux éditions de La Martinière.
Entre 1981 et 1986, il est suppléant d'Alain Journet, député socialiste de la 4e circonscription du Gard.
Passionné de musique (grâce à son père et à son grand-père maternel, Toussaint Paoli, qui tenait un magasin de lutherie à Nîmes) et de cinéma (il rencontra l'actrice Sigourney Weaver à qui il consacra un ouvrage), il préparait un nouveau roman et un livre sur Maurice Ravel.
Après l'immense succès de son Épervier, il se tint farouchement à l'écart des salons littéraires et des médias parisiens qui en firent un écrivain régionaliste, ce qu'il n'était pas, et ce qui, au bout du compte, occulta le reste de son œuvre.
Jean Carrière est proche de Giono, dont il fut le secrétaire, et de Julien Gracq avec lequel il était en correspondance.  
Il a été membre non résidant de l'Académie de Nîmes. 
Après avoir un temps séjourné dans son chalet, à Saint-Sauveur-Camprieu, près du mont Aigoual, Jean Carrière vivait depuis une vingtaine d’années dans une maison au pied des vignes, à Domessargues, quand il meurt. Ses obsèques y sont célébrées le 11 mai 2005.
À la disparition de Jean Carrière, Julien Gracq écrivait : « La vraie littérature ne trouve plus guère de combattant aussi fougueux et aussi complètement engagé en elle[réf. nécessaire] ».
Il est le père d'Emmanuel Carrière, conseiller municipal de Nîmes entre 2008 et 2014 et depuis 2020, puis adjoint au maire de Nîmes depuis 2023.

## Œuvres
- Retour à Uzès, Paris, La Jeune Parque, 1967 — Prix Lucien Tisserant de l'Académie française, 1968[9]
- L'Épervier de Maheux, Paris, Jean-Jacques Pauvert, 1972 — Prix Goncourt
- La Caverne des pestiférés, duologie

1. Lazare, Paris, Jean-Jacques Pauvert, 1978
2. Les Aires de Comeizas, Paris, Jean-Jacques Pauvert, 1979
- Le Nez dans l'herbe, Paris, La Table ronde, 1981
- Jean Giono, Paris, La Manufacture, 1985
- Les Années sauvages, Paris, Laffont/Pauvert, 1986
- Julien Gracq, Paris, La Manufacture, 1986
- Le Prix d'un Goncourt, Paris, Laffont/Pauvert, 1987 — publié sous le titre Les Cendres de la gloire aux Éditions France Loisirs
- L'Indifférence des étoiles, Paris, Laffont/Pauvert, 1994
- Sigourney Weaver, portrait et itinéraire d'une femme accomplie, Paris, La Martinière, 1994
- Achigan, Paris, Laffont, 1995
- L'Empire des songes, Paris, Laffont, 1997
- Un jardin pour l'éternel, Paris, Laffont, 1999
- Le Fer dans la plaie, Paris, Laffont, 2000
- Feuille d'or sur un torrent, Paris, Laffont, 2001
- Passions futiles, Paris, La Martinière, 2004

### Recueils
- L'Âme de l'épervier, Paris, Omnibus, 2009

Réunit : Retour à Uzès ; L'Épervier de Maheux ; La Caverne des pestiférés ; Le Nez dans l'herbe ; Le Prix d'un Goncourt
- Les Années sauvages, Paris, Omnibus, 2011

Réunit : Les Années sauvages ; L’Indifférence des étoiles ; Achigan ; Un jardin pour l’éternel ; Le Fer dans la plaie

## Prix Jean-Carrière
En son honneur, un prix littéraire portant son nom fut créé en 2009, afin de récompenser toute œuvre célébrant « l'héritage littéraire et culturel du Sud et de la Méditerranée ». Il n'est plus décerné depuis 2015. Les lauréats du prix sont :
- 2009 : Le Sens de la marche d'Alain Montcouquiol (éd. Verdier)
- 2010 : Dublinesca d'Enrique Vila-Matas (éd. Christian Bourgois) – Espagne
- 2011 : La Fiancée des corbeaux de René Frégni (éd. Gallimard)
- 2012 : La Gardienne du château de sable de Christian Estèbe (éd. Finitude)
- 2013 : Bleus Horizons de Jérôme Garcin (éd. Gallimard)
- 2014 : Une jeunesse italienne de Jean-Pierre Cabanes (éd. Anthema-Aubéron)
- 2015 : Plus haut que la mer de Francesca Melandri (éd. Gallimard) – Italie